# Sericodoria sericea
Sericodoria sericea är en tvåvingeart som beskrevs av Townsend 1928. Sericodoria sericea ingår i släktet Sericodoria och familjen parasitflugor.
Artens utbredningsområde är Paraguay. Inga underarter finns listade i Catalogue of Life.